# Domaine de Hitoyoshi

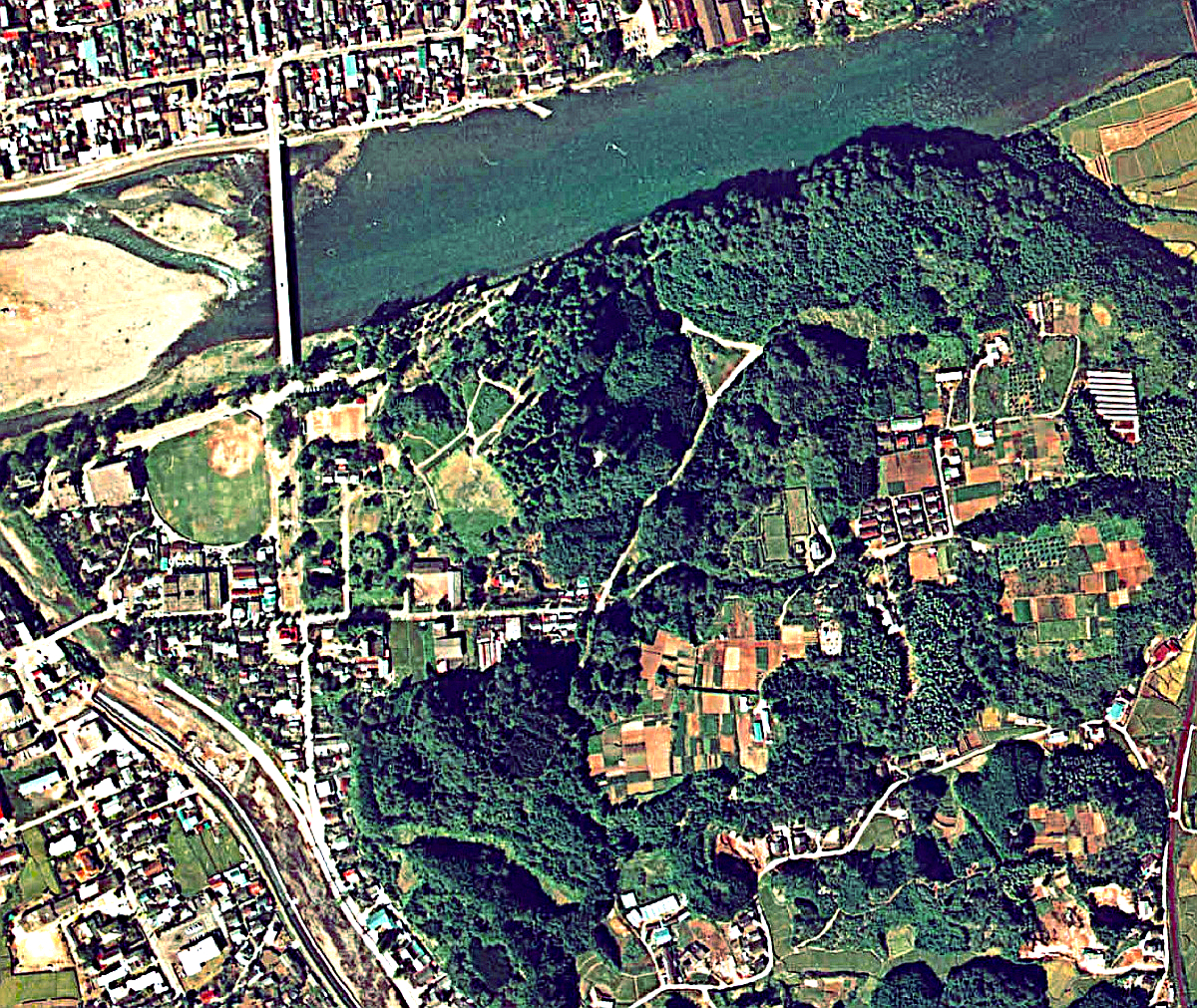
Vue aérienne du château de Hitoyoshi.

Le domaine de Hitoyoshi (人吉藩, Hitoyoshi-han) était un domaine féodal japonais de l'époque d'Edo situé dans la province de Higo, de nos jours Hitoyoshi dans la préfecture de Kumamoto. Il était dirigé par le clan Sagara. La famille Sagara, comme le clan Shimazu du proche domaine de Satsuma, dirigeait déjà son domaine depuis des siècles avant la période Edo.

## Liste des daimyos
- Clan Sagara (tozama daimyo ; 22 000 koku)

1. Yorifusa
2. Yorihiro
3. Yoritaka
4. Yoritomi
5. Nagaoki
6. Nagaari
7. Yorimine
8. Yorihisa
9. Akinaga
10. Yorisada
11. Tomimochi
12. Nagahiro
13. Yorinori
14. Yoriyuki
15. Nagatomi
16. Yorimoto

## Source de la traduction
- (en) Cet article est partiellement ou en totalité issu de l’article de Wikipédia en anglais intitulé « Hitoyoshi Domain » (voir la liste des auteurs).